# Champion EP
Albums de Brother Ali
Shadows on the Sun
(2003) The Undisputed Truth
(2007)
Champion EP est un EP de Brother Ali, sorti le 11 mai 2004.

## Liste des titres
| No | Titre                                  | Contient un (des) sample(s) de | Durée |
| -- | -------------------------------------- | --- | ----- |
| 1. | Champion (Remix)                       | Draw Your Brakes de Scotty Polarizer de Joe Thomas Last War (Jah Jah Children) de Beres Hammond et Mikey Zap Pow Peter Piper de Run–D.M.C. | 4:42  |
| 2. | Bad Ma Fucka                           | | 4:27  |
| 3. | Sleepwalker                            | Mechanical World de Spirit | 3:48  |
| 4. | Love on Display                        | Time to Say Goodbye de Black Ivory I Got It Made de Special Ed                                                                             | 3:28  |
| 5. | Self Taught                            | Forest Whitaker de Brother Ali You Set My Spirits Free de Ronnie Dyson                                                                     | 4:04  |
| 6. | Heads Down (You Haven't Done That Yet) | You Against You de DJ Rogers My Philosophy des Boogie Down Productions The Style You Haven't Done Yet des Boogie Down Productions          | 3:59  |
| 7. | Chain Link                             | | 4:25  |
| 8. | Waheedah's Hands                       | | 4:04  |
| 9. | Rain Water                             | | 6:09  |